# Onthophagus acuticornis
Onthophagus acuticornis là một loài bọ cánh cứng trong họ Bọ hung (Scarabaeidae).